# Infernal Battles
Infernal Battles è il primo album in studio del gruppo musicale black metal francese Deathspell Omega, pubblicato nel 2000.

## Tracce
1. The Victory of Impurity – 5:02
2. Drink the Devil's Blood – 4:22
3. Extinction of the Weak – 5:27
4. Sacrilegious Terror – 4:56
5. Raping Human Dignity – 4:20
6. The Ancient Presence Revealed – 5:39
7. Knowledge of the Ultimate Void – 4:42
8. Death's Reign (Human Futility) – 4:20

## Formazione
- Hasjarl - chitarra
- Khaos - basso
- Shaxul - voce